# Караван-сарай Джурабек
Карава́н-сара́й Джурабе́к — памятник культурного наследия, расположенный в историческом центре Бухары (Узбекистан). Включен в национальный перечень объектов недвижимого имущества материального и культурного наследия Узбекистана — находится под охраной государства.
Караван-сарай был построен Джурабеком Арабовым, одним из крупных бухарских купцов. До Бухарской революции 1920 года в нём занимались оптовой торговлей каракуля. На 2-м этаже здания работало отделение Union Bank. Здание было капитально отремонтировано в 2018—2019 годах. В настоящее время в нём функционирует школа миниатюры.